# ترک‌های هلند
ترک‌های هلند یا هلندی‌های ترک (هلندی: Turkse Nederlander; ترکی استانبولی: Hollanda Türkleri) از گروه‌های قومی هلند از شاخه‌های ترک‌های آناتولی می‌باشند. ترک‌ها در هلند، سومین گروه بزرگ قومی کشور پس از مردمان هلندی‌تبار و اندونزی‌های هلند می‌باشند.

## پیشینه
پیشینه نخستین مهاجرت ترک‌ها به هلند به دهه ۱۹۶۰ میلادی برمی‌گردد که بالا بودن نرخ بیکاری، افزایش بی‌رویه جمعیت گریبان‌گیر ترکیه شده‌بود. نخستین گروه از ترک‌ها در در آغاز دهه ۱۹۶۰ میلادی که کشور هلند با کمبود نیروی کار مواجه شد، به این کشور کوچ کردند، مهاجرت‌های رسمی از ترکیه از تاریخ ۱۹ اوت ۱۹۶۴ با انعقاد قرارداد ارسال کارگر از ترکیه به هلند کلید خورد. که پس از آن، سیر مهاجرت ترک‌ها به هلند روند فزونی گرفت.

## جمعیت‌شناسی

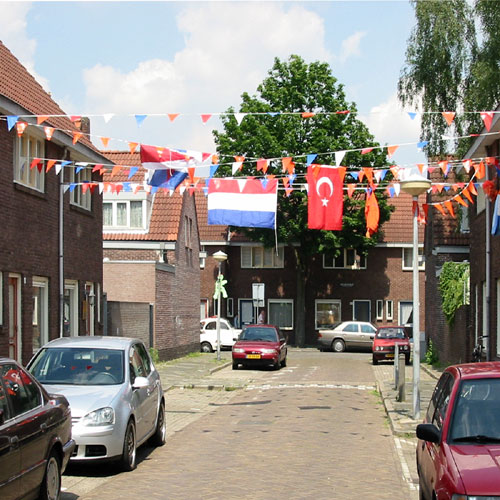
پرچم ترکیه و پرچم هلند، در محله چند قومیتی کرودنبورت در شهر آیندهوون.

جمعیت و پراکنش ترک‌ها، عمدتاً در غرب هلند متمرکز می‌باشند، ترک‌ها در اوایل مهاجرت به ترکیه در شهرهای بزرگ این کشور، نظیر آمستردام، اوترخت، لاهه و روتردام و نواحی از توئنته و لیمبورخ ساکن شدند. که بعدها حضور ترک‌ها علاوه بر شهرها، شامل روستاهای هلند نیز شد. از مهم‌ترین تجمع ترک‌ها می‌توان شهر راندستاد را نام برد که ۳۶٪ شهر را شامل می‌شوند. دومین و رایج‌ترین گروه قومی در جنوب هلند و در شهرک‌های آیندهوون، لیمبورخ و در شرق هلند، منطقه توئنته، تیلبورگ، انسخده، دفنتر و آلملو را می‌توان نام برد.
با توجه به داده‌های سازمان آمار هلند، در سال ۲۰۰۹، از کل جمعیت ۱۶،۴۸۵،۷۸۷ نفری هلند، ۳۷۸،۳۳۰ نفر را ترک‌ها معادل با ۲٫۲۹٪ از کل جمعیت این کشور شامل می‌شده‌است. که آمار شامل ۱۹۶،۰۰۰ نفر از نسل اول ترکان می‌باشد. و ۱۸۳،۰۰۰ نفر از آنان نسل دومی هستند. تعداد کل ترک‌های نسل سوم در داده‌های سازمان آمار هلند ثبت نشده‌است. با این حال، زبان ترکی توسط ۷۰۰،۰۰۰ نفر در هلند، گویشور داشته‌است.

## زبان
نسل اول مهاجران ترک، عمدتاً ترک‌زبان بودند تنها به صورت محدود به زبان هلندی آشنایی داشتند. بنابراین، برای کودکان مهاجر، بالطبع نخستین زبان آنها ترکی است، اما زبان هلندی را به سرعت از طریق همبازی‌ها و مراکز آموزشی یاد می‌گیرند و اغلب تا ۶ سالگی تمامی جوامع ترک‌های هلند، دوزبانه هستند.

## دین

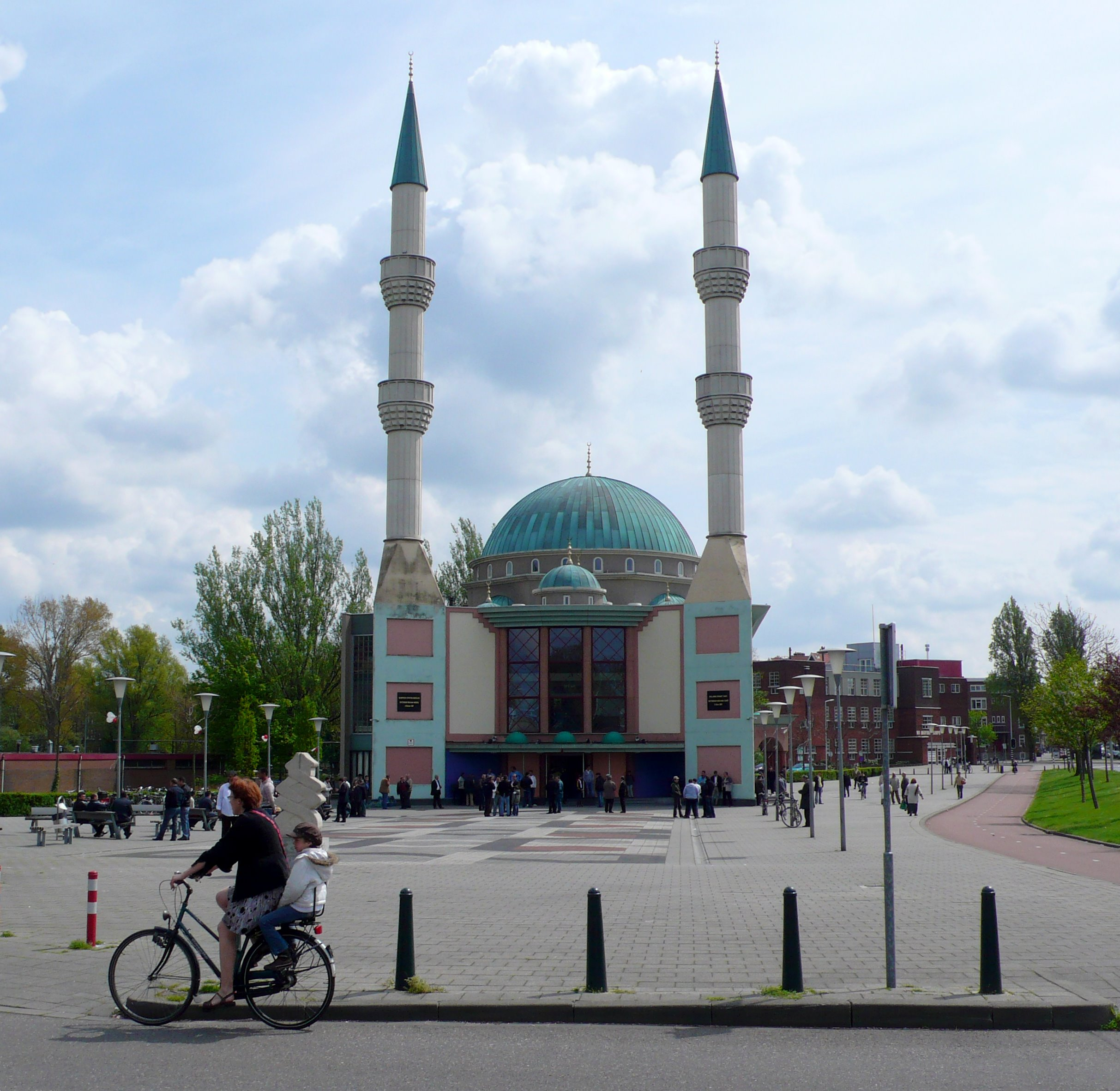
مسجد مولانا در روتردام.

در بین خانواده‌های ترکی، موضوع فرهنگ ترکی موضوعی جدی تلقی می‌شود. و به دین اسلام به عنوان بخشی از فرهنگ خویش می‌نگرند. اکثریت ترکان هلندی پایبند به اسلام و اهل سنت هستند. اگر چه یک بخشی کوچک و قابل توجه از جوامع آنان را علویون ترک شامل می‌شود. با توجه به آخرین آمار منتشر شده توسط سازمان آمار هلند، حدود ۵ درصد از جمعیت هلند (۸۵۰،۰۰۰ نفر)، پیروان دین اسلام در سال ۲۰۰۶ میلادی بودند. که ۸۷ درصد از ترک‌ها، پیروان دین اسلام هستند. ترک‌ها با حدود ۴۰٪ از جمعیت مسلمانان هلند عنوان بزرگ‌ترین قومیت مسلمان این کشور به شمار می‌روند. و جامعهٔ ترک‌های هلند یکی از سازمان یافته‌ترین اقوام این کشور می‌باشند.
| شهر      | جمعیت  | درصد |
| -------- | ------ | ---- |
| روتردام  | ۴۷٬۹۰۰ | ۷٫۸٪ |
| آمستردام | ۴۲٬۵۰۰ | ۵٫۳٪ |
| لاهه     | ۳۸٬۳۰۰ | ۷٫۵٪ |
| اوترخت   | ۱۳٬۷۰۰ | ۴٫۲٪ |
| زانستات  | ۱۱٬۵۰۰ | ۷٫۷٪ |
| آیندهوون | ۱۰٬۵۰۰ | ۴٫۸٪ |
| انسخده   | ۹٬۲۰۰  | ۵٫۸٪ |
| آرنهم    | ۸٬۵۰۰  | ۵٫۵٪ |
| تیلبورگ  | ۸٬۰۰۰  | ۳٫۸٪ |
| دفنتر    | ۶٬۹۰۰  | ۷٪   |
| آلملو    | ۶٬۰۰۰  | ۸٫۳٪ |
| هنگلو    | ۴٬۸۰۰  | ۵٫۹٪ |
| الدنزال  | ۱٬۳۰۰  | ۴٪   |

## سرشناسان

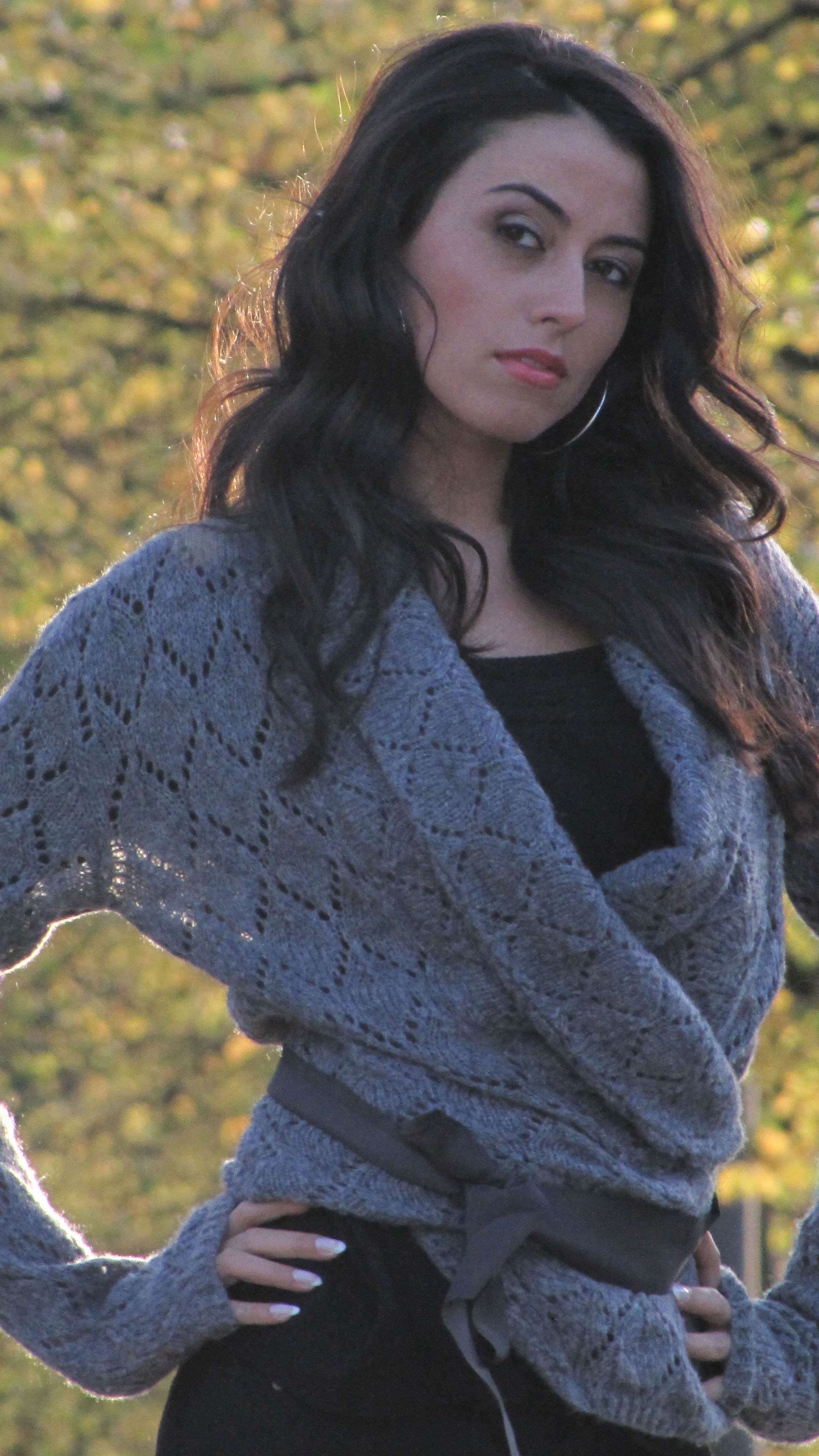
دنیز آکوییون, دختر شایسته هلند ۲۰۰۸.
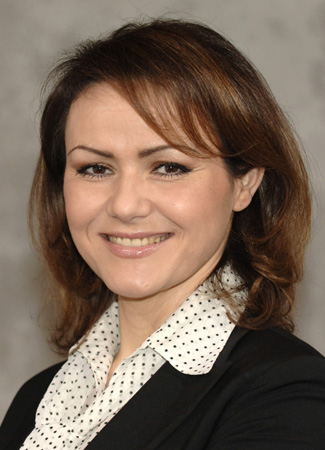
نباهت آلبایراک, وزیر امور خارجه سابق هلند از حزب عدالت
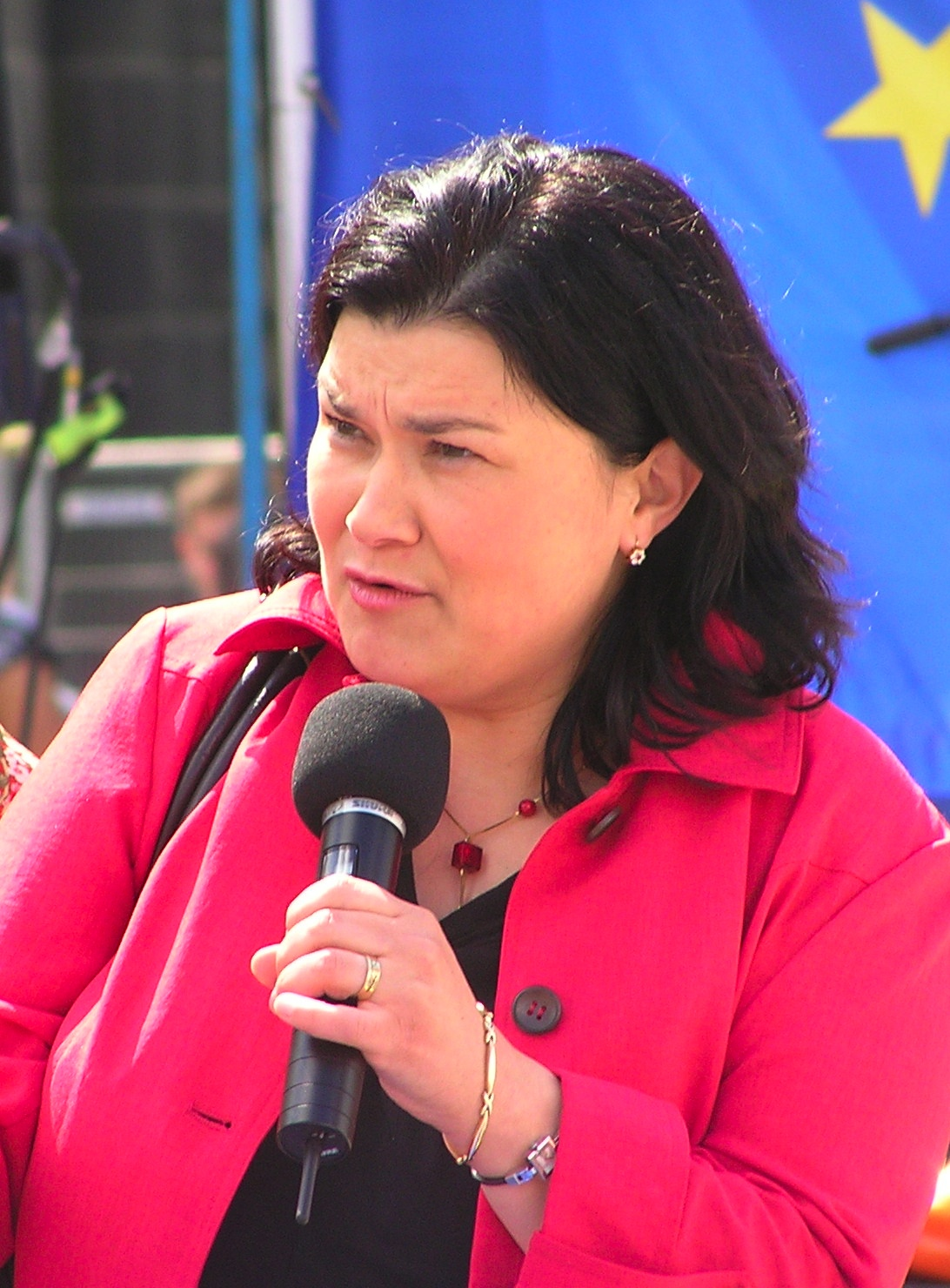
امینه بوزقورت, از اعضای پارمان اروپا
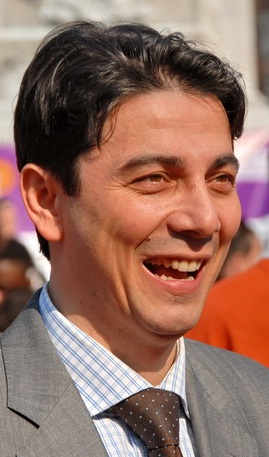
جوشکون چوروز, سیاست‌مدار.
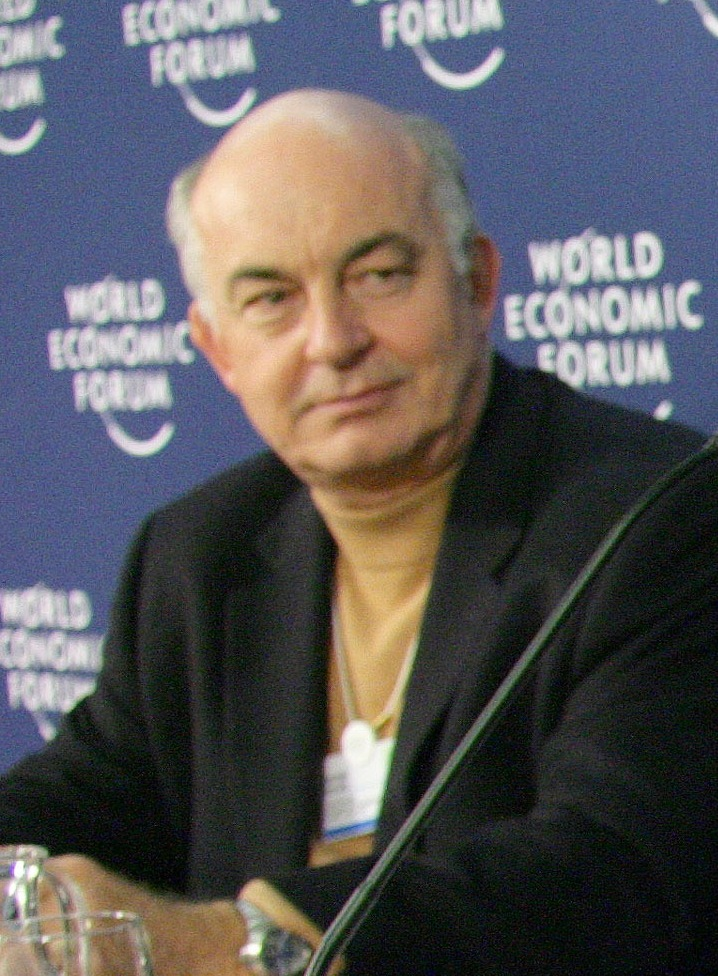
کمال درویس, اقتصاددان و سیاست‌مدار.
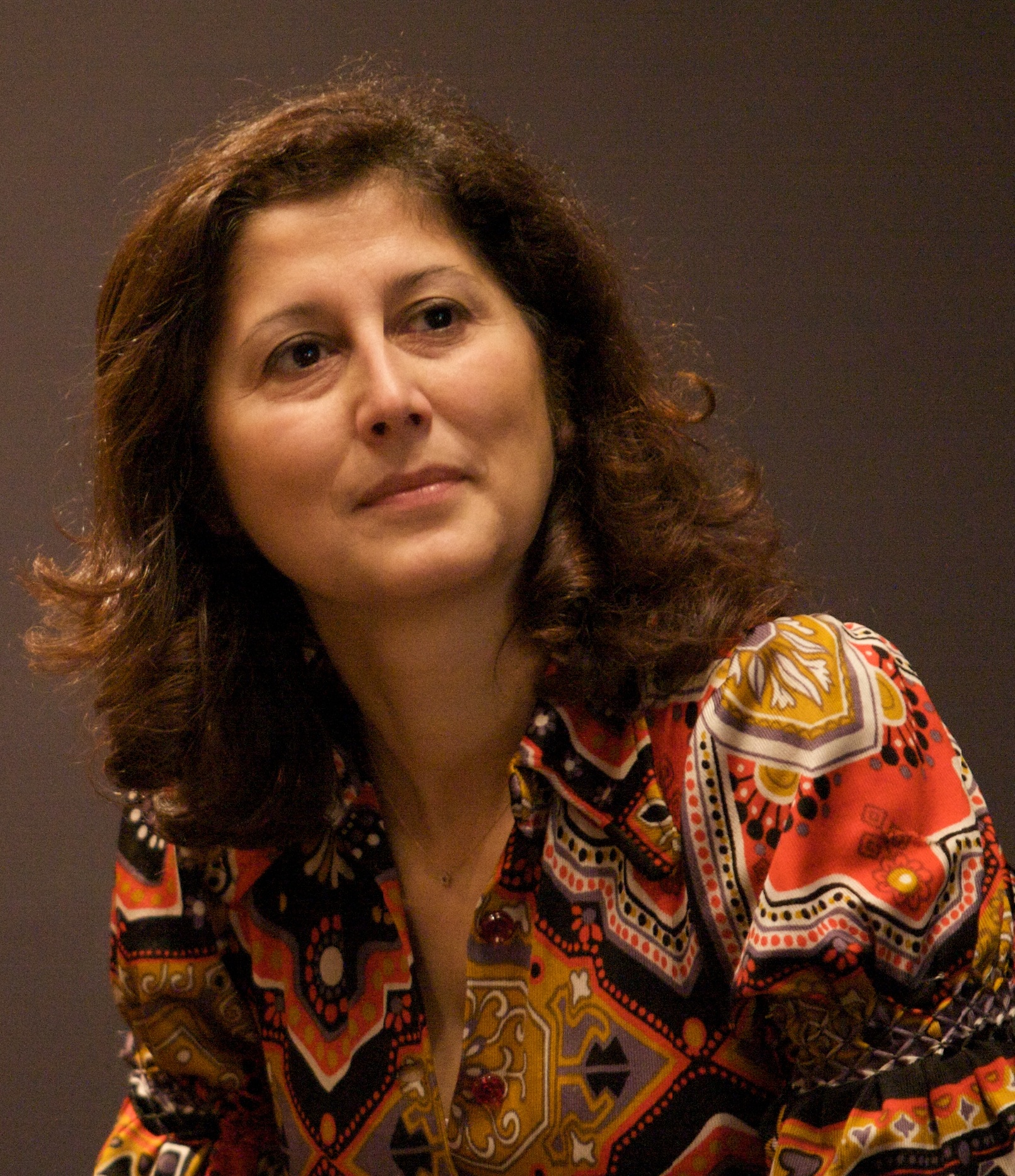
فاطمه کوشر کایا, سیاست‌مدار.
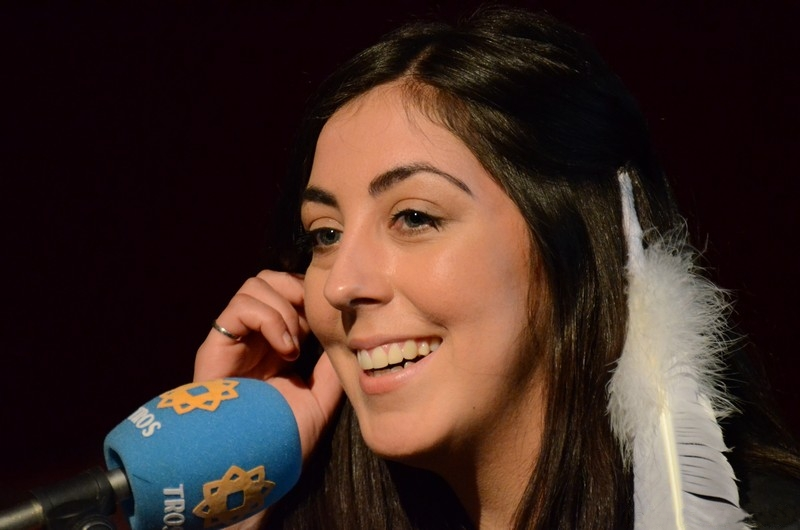
جان فرانکا, خواننده.
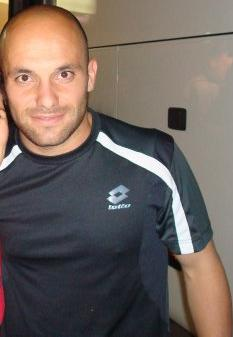
هورشوت مریچ, بازیکن فوتبال.
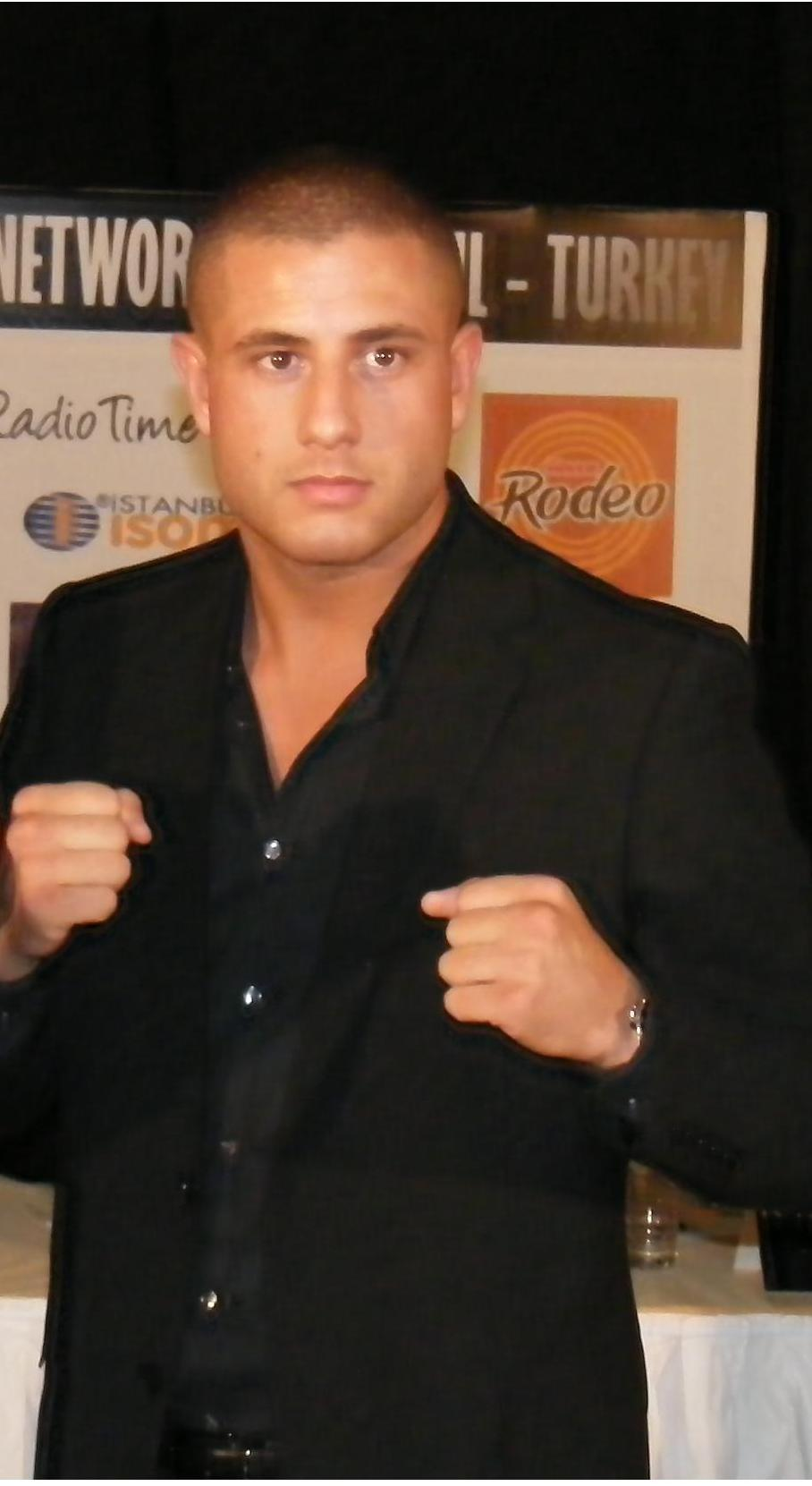
گوکهان ساکی, کیک‌بوکسینگ کار حرفه‌ای.
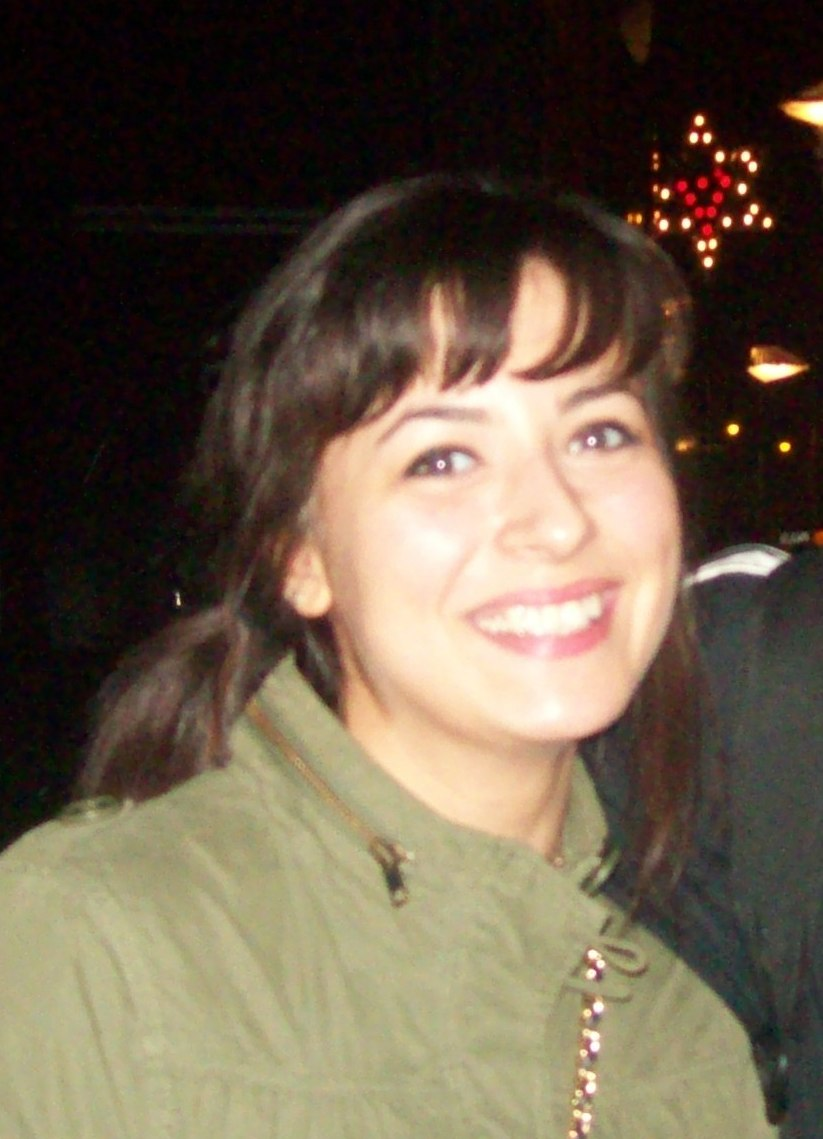
گمزه تعظیم, هنرپیشه.
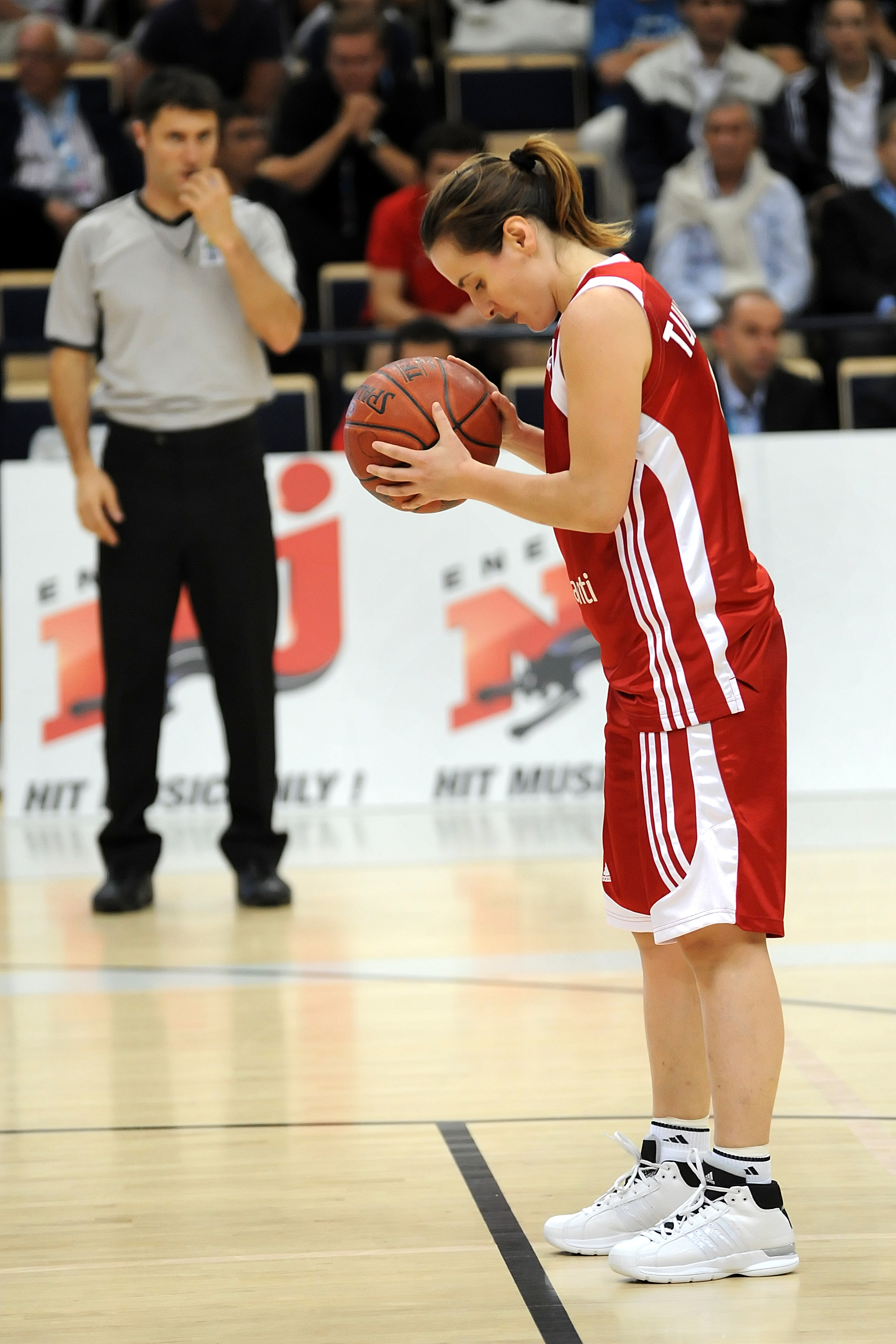
اسمرال تونچروئل, بازیکن بسکتبال.
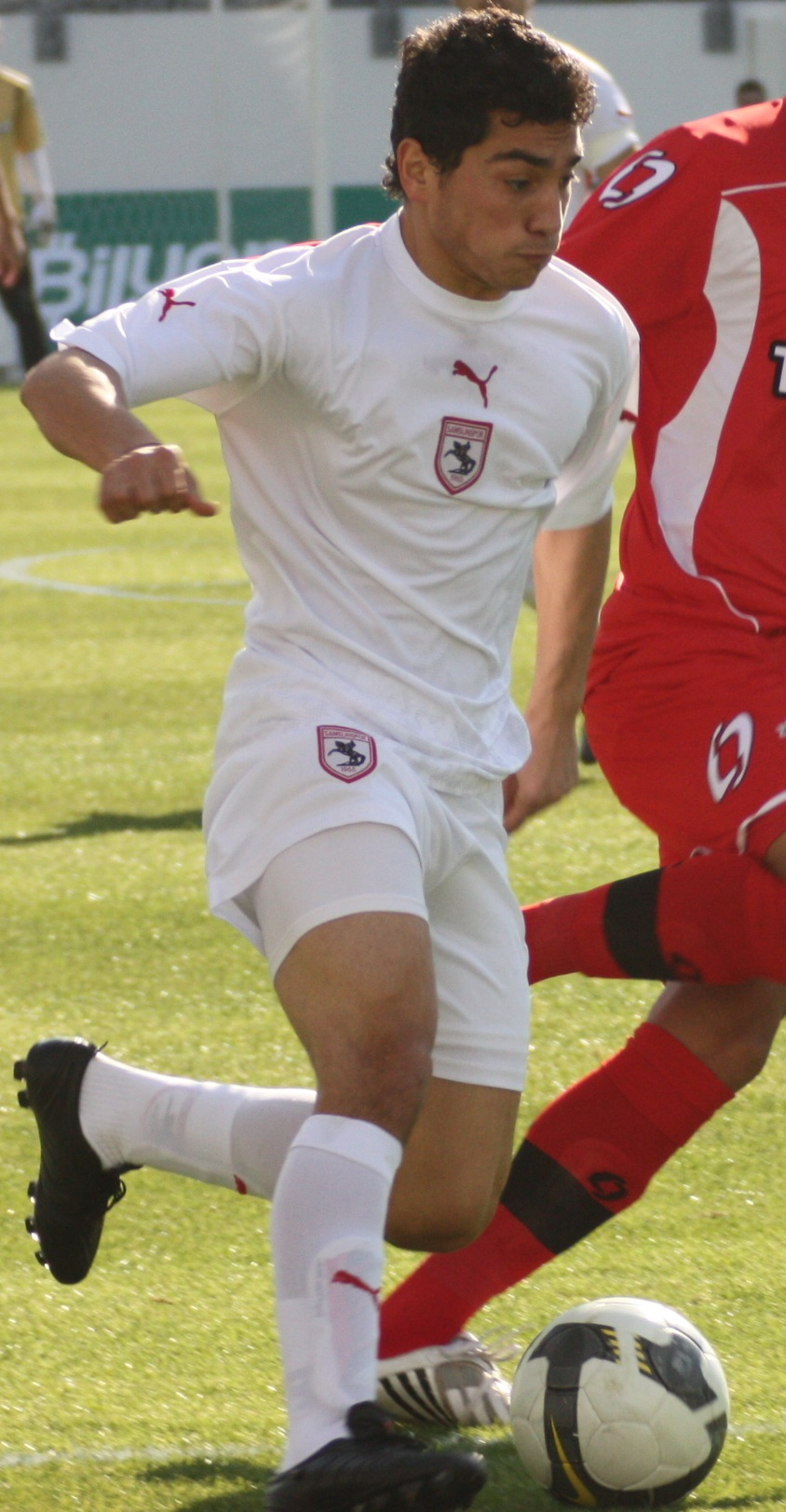
مراد ییلدیریم,بازیکن فوتبال.